# SBB Ce 2/4
Der Ce 2/4 701, ab 1951 RCe 2/4 621, dann RBe 2/4 621 und ab 1959 RBe 2/4 1010, war ein elektrischer Leichttriebwagen der SBB. Er wurde von der Fondation «Flèche du Jura» zum Zweck der Verdichtung des Fahrplanes auf zwei Strecken im Neuenburger Jura bestellt.

## Geschichte
In den Jahren 1931 und 1934 wurden die zwei Strecken Neuchâtel–La Chaux-de-Fonds–Le Locle und Biel–La Chaux-de-Fonds der SBB elektrifiziert. Das Angebot für den Personenverkehr war jedoch verhältnismässig klein. Deshalb wurde die Fondation «Flèche du Jura» gegründet. Zweck dieser Stiftung war die Beschaffung eines Leichttriebwagens. Mit diesem sollten zusätzlich Züge auf den zwei Strecken geführt werden, die in Biel und Neuchâtel Anschlüsse an das Schnellzugsnetz hatten.
Am 15. März 1937 schlossen die Stiftung und die SBB einen Vertrag ab. Dieser enthielt folgende wesentliche Bestimmungen:
- Die Stiftung verpflichtet sich, den SBB den Betrag von 172'000 Franken für die Anschaffung eines elektrischen Triebwagens vom Typ Ce 2/4 zur Verfügung zu stellen. Eine erste Rate von 100'000 Franken wird am 22. Mai 1937 fällig; die übrigen 72'000 in Form eines Bundesbeitrages (Zentralstelle für Arbeitsbeschaffung).
- Die SBB bestellen den Triebwagen sofort nach Vertragsabschluss und mit möglichst kurzer Lieferfrist.
- Der Triebwagen erhält den Namen «Flèche du Jura», er ist ausschliessliches Eigentum der SBB.
- Der Triebwagen erhält die nötigen Zug- und Stosseinrichtung zum Mitführen von Wagen sowie Drehgestelle mit Lenkachsen vom Typ SIG-VRL.
- Die SBB verpflichten sich, bereits ab 22. Mai 1937 regelmässig zusätzliche Züge mit Triebwagen auf den Strecken Neuchâtel.–Le Locle und Biel–La Chaux-de-Fonds zu führen.
- Der neu Triebwagen hat täglich rund 400 km zu leisten; die zu befahrenden Strecken werden von der Stiftung und den SBB bestimmt.
- Die SBB verpflichten sich, die Kurse des Jura-Pfeils bei Ausfall infolge Reparaturen und Revisionen sowie bei Verwendung für Gesellschaftsfahrten durch andere Fahrzeuge zu führen.
- Die SBB haben das Recht, nicht aber die Pflicht, den Jura-Pfeil durch Fahrzeuge grösserer Kapazität zu ersetzen, wenn er zur Beförderung der Reisenden nicht ausreicht.
- Die SBB haben das Recht, den Jura-Pfeil für Gesellschaftsfahrten ab La Chaux-de-Fonds einzusetzen, wenn dafür kein anderer Triebwagen zur Verfügung steht.
- Der Vertrag gilt bis zum Fahrplanwechsel im Frühling 1957, wenn er nicht vorher gekündigt wird.

Der Anschaffungspreis betrug 240'000 Franken. Die SBB brachten den fehlenden Betrag von 68'000 Franken auf.
Da der Triebwagen am 22. Mai 1937 noch nicht zur Verfügung stand, setzten die SBB ab diesem Zeitpunkt einen elektrischen Triebwagen Ce 4/6 mit Steuerwagen CFt4 zur Erfüllung des Vertrages ein.
Das Pflichtenheft ergab sich aus den oben stehenden Angaben.
Die Stundenleistung war mit 400 kW bei etwa 70 km/h etwas höher als bei den vierachsigen roten Pfeilen bei 100 km/h. Im Gegensatz zum roten Pfeil betrug das Übersetzungsverhältnis von 1:2.96 beim Jurapfeil bei 1:3.85. Die Höchstgeschwindigkeit war 100 km/h.
Interessant ist, dass im Vertrag ein nicht erprobter Drehgestelltyp verlangt wurde. Die Vermutung liegt nahe, dass das finanziell beteiligte Amt für Arbeitsbeschaffung die praktische Erprobung einer einheimischen Erfindung ermöglichen wollte.
Nach Abschluss des Vertrages mit der Stiftung erfolgte die Auftragserteilung an die Industrie:
- Schweizerische Lokomotiv- und Maschinenfabrik: Mechanischer Teil
- Maschinenfabrik Oerlikon: Elektrischer Teil

Der Triebwagen sollte die Nummer 207 tragen. Gleichzeitig war aber der siebte rote Pfeil bestellt worden. Aus diesem Grund erhielt der Triebwagen die Nummer 701. Der Einsatz des Jurapfeils erfolgte ab 28. November 1938.

## Betriebseinsatz
Am 22. Mai 1938 begann der für den «Flèche du Jura» vorgesehene Einsatz. Der Triebwagen stand damals noch nicht zur Verfügung. Deshalb wurde ein Triebwagen Ce 4/6 mit einem Steuerwagen CFt4 eingesetzt. Geführt wurden vier Eilzugpaare Biel–La Chaux-de-Fonds(–Le Locle) und zwei Regionalzugpaare Neuchâtel–La Chaux-de-Fonds(– Le Locle). Die Tagesleistung betrug 500 km.
Am 28. November 1938 übernahm der Jurapfeil diese Leistung. Bei Bedarf wurde ein alter zwei- oder dreiachsiger Personenwagen angehängt, wobei die maximale Anhängelast 24 t betrug. Auf der Strecke Neuchâtel–La Chaux-de-Fonds war nur Alleinfahrt zulässig.
Während des Zweiten Weltkrieges lag der private Autoverkehr weitgehend still. Die Leistungen des Jurapfeils mussten dann an den Sonntagen vielfach durch lokomotivbespannte Züge übernommen werden. Der Zugförderungsdienst des Kreises I informierte im Februar 1946 den Zugförderungs- und Werkstättendienst der SBB in Bern über Probleme mit dem Triebwagen. Diese traten insbesondere dadurch auf, dass bei vielen Zugleistungen Anhängelasten mitgeführt wurden. Dazu kam, dass auf der Strecke Neuchâtel–La Chaux-de-Fonds vielfach die Alleinfahrtvorschrift nicht beachtet wurde.
Es kam daher immer mehr zu Überschlägen bei den Fahrmotoren. Der Schnee im Winter spielte dabei auch eine wesentliche Rolle.
Es wurde angefragt, ob dem Triebwagen allenfalls, mit Änderung des Vertrages mit der Stiftung, leichtere Dienste zugeteilt werden könnten. Im Weiteren sollte sich «Bern» dazu äussern, mit welchen Fahrzeugen die Leistungen des ursprünglichen Einsatzes zu führen seien.
Die Antwort aus «Bern» war für die Leitung im Kreis I nicht sehr befriedigend. Es wurde empfohlen, den Triebwagen wie bisher einzusetzen, aber die maximalen Anhängelasten einzuhalten.
Eine weitere Empfehlung ging dahin, den Triebwagen auf weniger steigungsträchtigen Strecken wie Biel–Delémont, Biel–Neuchâtel und Moutier – Sonceboz einzusetzen und dort entfallende Lokomotivtouren ins vertragliche Einsatzgebiet umzulegen.
Zum Fahrplanwechsel 1946 wurden die nachfolgenden Änderungen festgelegt:
- Beschränkung des Einsatzes des Triebwagens auf Montag–Freitag
- Einsatz zwischen Neuchâtel und La Chaux-de-Fonds nur noch als Eilzug
- am Morgen jeweils ein Regionalzugpaar Biel–Le Landeron

Dieser Einsatzplan hatte mit kleinen Änderungen bis 1954 Bestand und ergab eine Tagesleistung von 551 km.
Ab 1947 wurde als Anhängefahrzeug ein Leichtmetallwagen (20 t) mit offenen Einstiegsplattformen eingesetzt. Im Mai 1954 wurde der Jurapfeil auf seinen Stammstrecken durch einen BDe 4/4-Pendelzug ersetzt. Der Jurapfeil wurde dem Depot Lausanne zugeteilt. Er wurde auf der Tonkinlinie St-Maurice–Monthey–St-Gingolph eingesetzt und brachte es auf eine Tagesleistung von 380 km.

Der neue Anstrich von 1954, womit er das »FLECHE DU JURA« verlor.

Gegen Ende 1961 erlitt der Triebwagen einen Zusammenstoss. Der Führerstand I wurde dabei leicht eingedrückt. Da die SBB wegen der anstehenden Expo64 auf alle irgendwie einsetzbaren Fahrzeuge angewiesen waren, wurde er repariert. Gleichzeitig erhielt er eine letzte Revision R3.
Zum Fahrplanwechsel 1962 wurde der Triebwagen dem Depot Rorschach zugeteilt. Seine Aufgabe bestand dort in der Führung von Zügen Kreuzlingen–Konstanz. Die Tagesleistung betrug noch 34 km.
Ab Mai 1967 war der Triebwagen dem Depot Winterthur zugeteilt. Die Tagesleistung nahm mit 392 km auf der Strecke Bauma–Wetzikon wieder drastisch zu. Der Einsatz war aber zu anstrengend, insbesondere weil oft ein Personenwagen mitgeführt werden musste. Ende 1976 wurde er deshalb bereits durch einen Be 4/6-Triebwagen mit einem Steuerwagen BDt ersetzt. Er wurde als Reservefahrzeug dem Depot Olten zugeteilt.
Im Januar 1969 erfolgte eine weitere Umstationierung, wiederum zu Depot Rorschach. Die Aufgabe bestand dort in der Führung der Hafenzüge Rorschach–Rorschach Hafen mit einem angehängten ABDi-Wagen.
Nachdem der Triebwagen 1971 schwere Triebmotorschäden erlitten hatte, wurde er vorerst abgestellt. Ab Dezember 1971 wurde er nach teilweiser Instandstellung für den ausschliesslichen Betrieb auf der Hafenstrecke mit einer Höchstgeschwindigkeit von 60 km/h tauglich erklärt. Die Höchstgeschwindigkeit wurde nach weiteren Reparaturen im Jahr 1975 auf 80 km/h erhöht.
Der Rorschacher Hafendienst wurde im Mai 1977 durch einen Be 4/6-Triebwagen mit einem Steuerwagen BDt übernommen. Im Sommer 1978 wurde der RBe 2/4 1010 im Depot Rorschach abgebrochen.

## Technik

### Der mechanische Teil

#### Fahrwerk
Das Fahrwerk bestand aus zwei Drehgestellen, einem Triebgestell und einem Laufgestell. Jeder rollengelagerte Radsatz befand sich in einem eigenen, einachsigen Gestell. Die beiden einachsigen Gestelle waren mittels dreieckigen Deichseln verbunden. Durch ein Hebelwerk wurden beim Befahren von Kurven die Radsätze in eine radiale Lage gezwungen. Der Radreifen- und Spurkranzverschleiss wurde dadurch reduziert. Die Stabilität auf geraden Strecken wurde dabei nicht verändert. Der Drehgestellrahmen war tiefliegend. Die Abstützung auf die Einachslaufwerke erfolgte über Gleitpfannen und Führungszapfen.
Das Triebdrehgestell besass eine Sandstreueinrichtung.
Der Wagenkasten stützte sich mittels seitlichen Stützpfannen, einen Wiegebalken und Längsblattfedern auf den Drehgestellrahmen ab. Die Längsblattfedern waren am Drehgestellrahmen pendelnd aufgehängt.

#### Zugkraftübertragung
Die Übertragung der Zug- und Stosskräfte von den Drehgestellen auf den Wagenkasten erfolgte über die Drehzapfen. Vom Wagenkasten wurden die Kräfte auf die Zughaken und Puffer weitergeleitet. Im Gegensatz zu den roten Pfeilen besass der Jurapfeil von Anfang an normale Zug- und Stossvorrichtungen.

#### Antrieb
Im Triebdrehgestell war pro Radsatz ein Motor eingebaut. Die zwei Radsätze waren durch einen Tatzlagerantrieb mit den Motoren verbunden.

#### Bremsanlage
Der Triebwagen besass eine automatische und eine direkt wirkende Druckluftbremse. Diese wirkten mit zwei Bremsklötzen auf jedes Rad. Jeder Führerstand besass ein Handbremse. Diese wirkte auf das darunterliegende Drehgestell.

#### Wagenkasten
Der Wagenkasten war eine selbsttragende Schweisskonstruktion aus Stahlblech. Er hatte auf beiden Seiten einen Führerstand, der im Prinzip gleich aufgebaut war wie bei den roten Pfeilen. Die Seite 1 besass einen Raum, der für die Beförderung von Gepäck bestimmt war. Darin befanden sich sieben Klappsitze. In diesem Bereich befand sich auch ein Postabteil und ein WC. Der restliche Raum bis zum hinteren Einstieg waren aufgeteilt in ein Raucherabteil mit 24 Sitzplätzen und ein Nichtraucherabteil mit 32 Sitzplätzen. Die vier seitlichen Einstiegstüren konnten durch den Lokomotivführer elektropneumatisch geöffnet und geschlossen werden. Sie waren aus Leichtmetall gefertigt.
Wegen der vielen einspurigen Tunnel waren die Stirnseiten zwecks Verminderung des Luftwiderstandes für damalige Verhältnisse extrem stark abgerundet. Die Stirnseiten besassen Stirntüren, Handgriffe und Übergangsklappen, aber kein Faltenbälge. Sie waren nur für das Zugpersonal bestimmt.

### Der elektrische Teil

#### Hauptstromkreis
Über dem vorderen Eingang war der Stromabnehmer montiert. Die Funktion des Hauptschalters übernahm eine offene Hochspannungssicherung. Diese Anordnung wurde von den roten Pfeilen übernommen.
Der ölgekühlte Transformator und eine Batterie elektropneumatischer Hüpfer waren unter dem Wagenboden befestigt. Die Hüpfersteuerung besass elf Stufen. Die nachfolgend aufgelisteten Teile befanden sich ebenfalls unter dem Wagenboden:
- Fahrmotortrennhüpfer
- Wendeschalter
- Bremsumschalter
- Bremshüpfer
- Wendepolshunt für die Fahrmotoren.

Die Fahrmotoren waren parallel geschaltet. Sie waren eigenventiliert, wobei die Kühlluft durch Jalousien in einem Apparatekasten beim Postabteil angesaugt wurde.

#### Hilfsbetriebe
Folgende Hilfsbetriebe waren vorhanden:
- ein Kompressor
- eine Umformergruppe
- eine Ölpumpe für die Kühlung des Transformatorenöls

Mittels eines Heizhüpfers konnten angehängte Wagen mit 1'000 V geheizt werden. Die Leitung war allerdings auf 70 kW beschränkt. Die Heizung der Fahrgasträume erfolgte über thermostatgesteuerte Heizkörper. Diese waren erstmals bei den SBB in Längsrichtung eingebaut.

#### Elektrische Bremse
Die Strecken im vorgesehenen Einsatzgebiet des Triebwagens hatten zum grossen Teil lange und starke Gefälle (bis 27 ‰). Deshalb wurde eine elektrische Bremse in Form einer Widerstandsbremse vorgesehen. Die Fahrmotoren wurden dabei durch den Bremsumschalter in Reihe (oder Serie, CH) geschaltet. Die erzeugte, elektrische Energie wurde auf Bremswiderstände geleitet. Diese befanden sich im Doppeldach des Triebwagens.
Die Bremskraft konnte dabei in zwanzig Stufen geregelt werden. Dabei wurde die Fremderregung verändert. Diese wurde durch die Umformergruppe für die Batterieladung erzeugt. Bei kleinen Geschwindigkeiten wurde die Widerstandsbremse durch die pneumatische Bremse im Laufdrehgestell unterstützt. Diese Bremse setzte bei kleinen Geschwindigkeiten automatisch ein und war elektrisch gesteuert. Die elektrische Bremse konnte deshalb fast bis zum Stillstand gebraucht werden. Dadurch wurde die Bedienung wesentlich vereinfacht.

#### Vielfachsteuerung
Der Triebwagen war für die Fernsteuerung von einem Steuerwagen vorbereitet und zwar insbesondere wegen der Spitzkehre in Chambrelien an der Strecke Neuchâtel–La Chaux-de-Fonds. Die Einrichtung wurde aber nie vervollständigt, da kein passender Steuerwagen zur Verfügung stand.

### Änderungen und Umbauten

#### Änderungen am mechanischen Teil
1947 mussten die Drehgestelle verstärkt werden. Da der komplizierte Mechanismus die radiale Einstellung der Radsätze nicht nur Vorteile hatte, wurde er blockiert. Der höhere Spurkranzverschleiss wurde dabei akzeptiert.
1950 wurde eine zusätzliche Fremdventilation der Fahrmotoren eingebaut.
Die Druckluftbremse wurde zu einer von der Geschwindigkeit abhängenden R-Bremse erweitert. Die Bezeichnung wurde darum um ein «R» erweitert, obwohl die Höchstgeschwindigkeit bei 110 km/h blieb.

#### Änderungen am elektrischen Teil
Einige Zeit nach Inbetriebnahme zeigten sich verschiedene Schwachstellen:
- Die Stufenhüpfer unter dem Wagenboden wurden stark verschmutzt, was zu Überschlägen führte.
- Der Transformator war dauernd überlastet.
- Bei den Fahrmotoren traten trotz Zusatzventilation immer wieder schwere Schäden auf, die durch den steigungsreichen Strecken im Jura ausgelöst wurden.

1954 wurde der Transformator neu gewickelt. Gleichzeitig wurde die Anordnung der Hüpfer, so weit wie möglich, verbessert.
Die Veränderungen bei den Hüpfern nützte nicht viel. 1957 wurde deshalb das Postabteil zum Apparateraum umgebaut und die Hüpfer darin platziert.

#### Umzeichnungen
Der Jurapfeil wurde einige Male umgezeichnet:
- ab 1938: Ce 2/4 701
- ab 1951: RCe 2/4 621
- ab 1956: RBe 2/4 621
- ab 1959: RBe 2/4 1010

#### Anstrich und Beschriftung
Ursprünglich war der Triebwagen «apfelgrün» gestrichen. Er trug die Aufschrift «Flèche du Jura»
1954 wurde der Name durch das Schweizerkreuz ersetzt und die dreisprachige Beschriftung «SBB CFF FFS». Im gleichen Zug wurde er auch in der SBB-Standardfarbe «Tannengrün» gestrichen.
1962 wurde die italienische Abkürzung FFS entfernt.